# Lepidopilidium plebejum
Lepidopilidium plebejum är en bladmossart som beskrevs av Aloysio Sehnem 1979. Lepidopilidium plebejum ingår i släktet Lepidopilidium och familjen Hookeriaceae. Inga underarter finns listade i Catalogue of Life.